# Chąśno
Chąśno è un comune rurale polacco del distretto di Łowicz, nel voivodato di Łódź.
Ricopre una superficie di 71,81 km² e nel 2004 contava 3 200 abitanti.